# Bogtjärnarna (Vemdalens socken, Härjedalen, 696184-137646)
Bogtjärnarna är en sjö i Härjedalens kommun i Härjedalen och ingår i Ljungans huvudavrinningsområde. Bogtjärnarna ligger i Henvålen-Aloppan Natura 2000-område.